# Grochowiska (obwód wołyński)
Grochowiska (ukr. Горохо́вище) – wieś na Ukrainie w rejonie kowelskim, w obwodzie wołyńskim. W II Rzeczypospolitej miejscowość wchodziła w skład gminy wiejskiej Huszcza w powiecie lubomelskim województwa wołyńskiego. Do II wojny światowej w pobliżu miejscowości znajdowały się chutory Nowiny Huszczańskie oraz Sołtyszcze.
Do 2020 w rejonie lubomelskim.